# Cementerio General de Potosí
El Cementerio General de Potosí es un cementerio público ubicado en la ciudad de Potosí, Bolivia, en la calle Chayanta.
El santuario se halla en la entrada del Cementerio General de Potosí, en la festividad de Todos Santos es objeto de atenciones especiales propias de la tradición en Bolivia.

## Historia
Fue creado durante la presidencia del Mariscal Andrés de Santa Cruz, según D.S. de Antonio José de Sucre el cual establece la implementación de cementerios en todo el territorio boliviano. Los enterramientos previos se realizaban en los camposantos contiguos a los templos en los que se hallan muchos personajes de la historia colonial de la ciudad y de Bolivia.

## Características
La configuración y estructura del cementerio corresponde a diferentes etapas de construcción e incluye diferentes estilos. El trazado presenta vías peatonales de diferentes materialidades que conectan pabellones grupales denominados cuarteles, así como mausoleos familiares, personales y homenajes a personajes destacados.

### Tumbas individuales
Las mismas pertenecen a personajes históricos en enterramientos individuales bajo la superficie
- César Elías, excombatiente de la Guerra del Pacífico.[2]

## Ritos funerarios y tanatoturismo
En el cementerio general de Potosí se desarrollan diferentes festividades relacionadas con la muerte y las relaciones de los habitantes locales con la memoria de los difuntos, algunas de las cuales son: Fiesta de Todos los Santos a inicios de noviembre. Relacionados con esta fecha también se realizan recorridos educativos.
También se realizan clandestinamente diferentes ritos relacionados con invocaciones o magia negra, así como el culto local al santo popular Feliciano Berno.

## Feliciano Berno

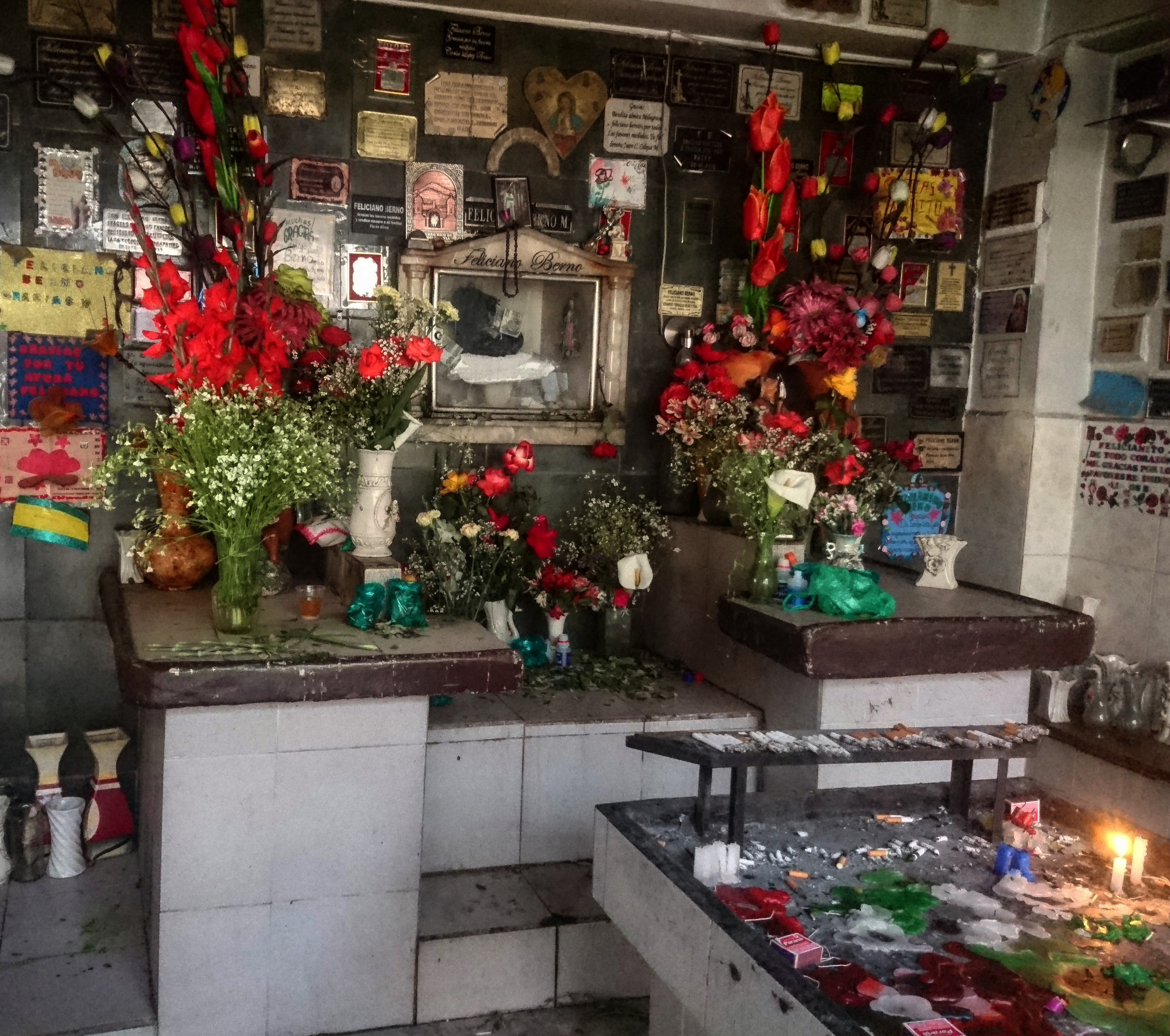
Altar destinado a Berno

Feliciano Berno es un personaje objeto de devoción en la ciudad de Potosí, Bolivia. Un cráneo que se atribuye a este personaje se encuentra en el Cementerio General de Potosí. Denominado el t´ojlito milagroso.

## Historia
La leyenda popular describe a Berno como un personaje que, al estilo de Robin Hood, robaba a los ricos para repartir entre los pobres.
La devoción a este personaje representado por su cráneo se halla emparentado con otras expresiones devocionales en Bolivia como la Festividad de Las ñatitas, ambas herederas de los hábitos prehispánicos de interacción con los cuerpos de los difuntos.

## Devoción
En el altar destinado al cráneo los devotos ponen velas y cigarrillos para solicitar favores, dejan cartas con peticiones al santo y colocan plaquetas conmemorativas dando fe de los favores o milagros recibidos de San Bernito.

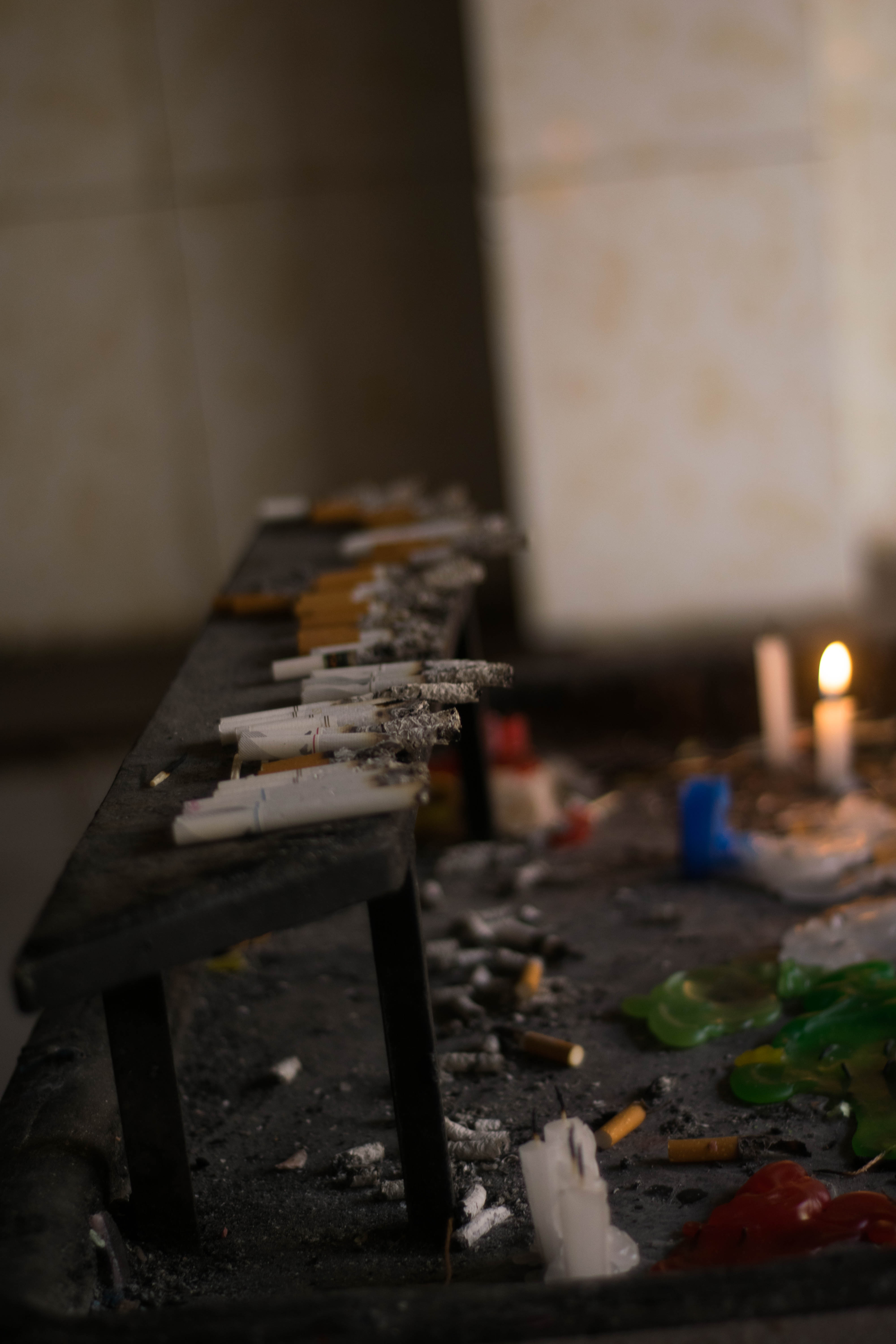
Ofrendas a Feliciano Berno

## Véase también

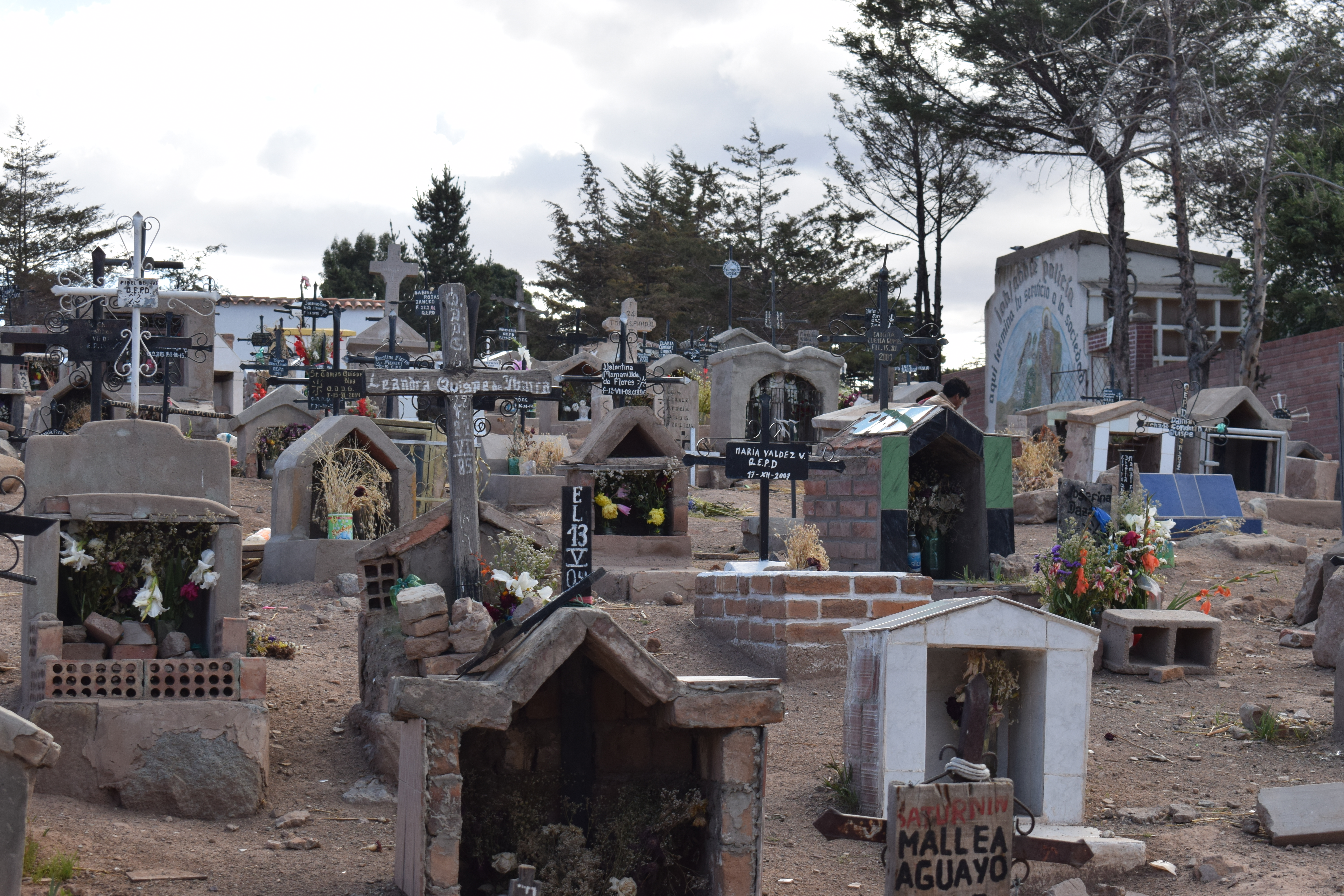